# Abgang mit Stil
Abgang mit Stil (Originaltitel: Going in Style) ist eine US-amerikanische Filmkomödie des Regisseurs Zach Braff aus dem Jahr 2017. Sie ist ein Remake von Die Rentner-Gang aus dem Jahr 1979 mit veränderter Handlung. In den USA kam die Produktion am 7. April 2017 in die Kinos, in Deutschland am 13. April 2017.

## Handlung
Der Rentner Joe besucht seine Bank, da er einen Mahnbrief von ihr bekommen hat, weil er mit der Rückzahlung seines Hauskredits in Rückstand ist. In diesem Moment wird die Bank von mehreren Maskierten überfallen. Er merkt sich das Tattoo eines von ihnen und zeichnet es dem Ermittler der Polizei auf. Aus den Medien erfährt Joe, dass die Räuber nicht gefasst werden konnten. Joe und seinen Freunden und ehemaligen Kollegen Willie und Al wird bei einer Betriebsversammlung seiner ehemaligen Firma eröffnet, dass diese ins Ausland verkauft wurde und von einer Bank der Pensionsfonds aufgelöst werden soll. Als er von seiner Bank die Mitteilung bekommt, dass er in nur wenigen Wochen sein Haus verlieren wird, in dem auch seine Tochter und seine Enkelin Brooklyn wohnen, hat er die Idee, dass er mit seinen Freunden selbst eine Bank überfallen könnte, um sich die verlorene Pension wiederzuholen. Während Willie, der seine weit entfernt wohnende Familie gern öfter besuchen möchte, gleich dem Plan zustimmt, zögert Al, ist dann schließlich aber doch bereit, sich zu beteiligen.
In dem Supermarkt, in dem  sie immer einkaufen, „üben“ sie mit einem Diebstahl von Lebensmitteln. Sie werden von der Security-Frau verfolgt und schließlich festgenommen. Im Markt werden sie mit den Videoaufzeichnungen konfrontiert, man lässt sie schließlich aber gehen. Al ist alles extrem peinlich, da in dem Supermarkt Annie arbeitet, mit der sich eine Beziehung anbahnt. Joe kommt zu dem Schluss, dass sie „professionelle“ Hilfe für den Banküberfall benötigen, und besucht seinen ehemaligen Schwiegersohn Murphy, der einen Cannabis-Laden betreibt. Dieser vermittelt ihm Jesus, der für die Organisation des Überfalls Tipps gibt und ein Trainingsprogramm organisiert. Um ein Alibi zu haben, beteiligen sich Joe, Willie und Al bei einem Volksfest, das ihr Seniorenclub veranstaltet. Sie können es einrichten, dass niemandem auffällt, dass sie eine Zeitlang abwesend sind, um den Banküberfall durchzuführen. Maskiert als Rat Pack überfallen sie dieselbe Bank, in der Joe den Bankraub miterlebt hatte, nach dem gleichen Muster. Willie wird auf ein kleines Mädchen aufmerksam, das ihm seine Puppe anbietet. Da er das nicht möchte, redet er mit ihr und erzählt ihr, dass er nur seine Familie öfter sehen will. Dabei zieht das Mädchen seine Maske ein Stück weit hoch. Auch sieht sie Willies Armbanduhr, auf der seine Enkelin abgebildet ist – ein Geburtstagsgeschenk seiner Freunde. Willie erleidet unter der engen Maske einen Schwächeanfall. Durch diese Verzögerung kann ein hysterischer Bankangestellter eine Pistole ergreifen, mit der er die Räuber versucht zu treffen. Al kann ihn aber einschüchtern, indem er so tut, als wolle er ihn erschießen, wobei er aber nur Platzpatronen in seinem Revolver hat. Nun können die drei mit dem bereitgestellten Kleinbus flüchten. Jesus ist beim Verstecken des Geldes behilflich.
Die drei Freunde feiern den Coup in einem Restaurant. Nach einem erneuten Schwächeanfall von Willie erfahren Joe und Al erst, dass er sehr krank ist und eine Spenderniere benötigt, um zu überleben. Die Polizei kommt den dreien auf die Spur. Auf den Videoaufnahmen aus der Bank erkennt man, als ihm das Mädchen die Maske hochzieht, dass Willie Afroamerikaner und ein alter Mann ist. Der seltsame Laufstil von Al stimmt auf den Aufnahmen vom Supermarkt und von der Bank überein. Aus Joes Mithilfe bei der Aufklärung des ersten Überfalls folgert Special Agent Hamer richtig, dass dieser ihn zu einem eigenen Bankraub motiviert haben könnte. Aufgrund der Indizien werden alle drei verhört, doch leugnen sie den Raub und verweisen auf ihre Beteiligung beim Fest zur selben Zeit. Hamer organisiert eine Gegenüberstellung mit dem Mädchen, das mit Willie in der Bank gesprochen hatte, doch es verrät ihn nicht, weil es um seine geliebte Enkeltochter weiß.
Joe hat seiner Enkelin für ihre guten Schulnoten einen Hundewelpen versprochen, den Jesus Joe in seinem Stamm-Diner vorbeibringt. Er sagt Joe, dass er auf seinen ihm versprochenen Anteil von 25 % am geraubten Geld verzichte, weil es die Pflicht einer Gesellschaft sei, sich um ihre älteren Mitbürger zu kümmern. Nun erkennt Joe in Jesus den Bankräuber mit dem Tattoo, da dieser beim ersten Bankraub zu ihm den gleichen Satz gesagt hatte. Jesus erklärt ihm, dass das Tattoo nicht echt war und es nur zur Verwirrung der Polizei gedient hatte. Auch Hamer kommt nochmal vorbei, kann aber nichts mehr ausrichten. Bekannte wie die Bedienung im Stammlokal und der Seniorenclub werden schließlich von den drei Freunden großzügig mit Teilen der Beute bedacht. Al wird Nierenspender für Willie und heiratet Annie.

## Synchronisation
Die deutsche Synchronisation entstand im Auftrag der RC Production, nach einem Dialogbuch und unter der Dialogregie von Sven Hasper.
| Rolle            | Schauspieler         | Synchronsprecher    |
| ---------------- | -------------------- | ------------------- |
| Joe Harding      | Michael Caine        | Jürgen Thormann     |
| Willie Davis     | Morgan Freeman       | Jürgen Kluckert     |
| Albert Garner    | Alan Arkin           | Jan Spitzer         |
| Annie Santori    | Ann-Margret          | Isabella Grothe     |
| Arlen Hamer      | Matt Dillon          | Charles Rettinghaus |
| Brooklyn Harding | Joey King            | Friedel Morgenstern |
| Milton Kupchak   | Christopher Lloyd    | Lutz Mackensy       |
| Jesus            | John Ortiz           | Sebastian Jacob     |
| Mitzi            | Siobhan Fallon Hogan | Ulrike Möckel       |
| Murphy           | Peter Serafinowicz   | Dietmar Wunder      |
| Kanika           | Ashley Aufderheide   | Jada Zech           |

## Rezeption
Gebhard Hölzl schreibt in der Stuttgarter Zeitung, dass Braff „seine Helden mit einem feinen Gespür für Details“ einführe. Die Versatzstücke und das Personal seien allesamt bekannt, aber die liebevolle, flotte Umsetzung mache die Qualität aus. Fehlende Action machten die Akteure mit reichlich Wortwitz wett.
Carsten Baumgardt meint im Portal Filmstarts, dass der Film „mit einem Hauch von Realismus“ anfange, aber in einer „Ansammlung von schalen Klischees“ ende, Witz und Originalität blieben auf der Strecke. Die Spielfreude der Altstars bewahre den Film aber vor dem „kompletten Absturz“.
Marcel Reich von der Welt verteidigt den Film gegen Kritiken, die ihn als „klischeehaft“ verurteilen. Braff hätte aus dem „nicht gerade vor Originalität strotzenden“ Skript einen sehr ordentlichen Film gemacht. Die Hauptdarsteller verliehen den Szenen Charme und Witz. Die Grenze zum Klamauk würde nirgends überschritten, das „Feel-Good-Movie“ mache einfach Spaß.